# 봉은사 판전
봉은사 판전(奉恩寺 板殿)은 서울특별시 강남구 삼성동 봉은사에 있는 판전이다. 2018년 7월 12일 서울특별시의 유형문화재 제425호로 지정되었다.

## 개요
서울특별시 강남구 삼성동에 소재한 “봉은사 판전(奉恩寺 板殿)”은 1856년에 창건되고 1878년 중수된 단층 맞배집 목조 건축물로, 봉은사 경내에서 가장 오래된 건축물이다.
건물 내에 봉안되어 있는 ‘경기좌도광주수도산봉은사화엄판전신건기(京畿左道廣州修道山奉恩寺華嚴板殿新建記)’ 및 ‘화엄판전번와축장중수록(華嚴板殿燔瓦築牆重修錄)’과 2012년 수리 보수 과정에서 발견된 ‘화엄판전상량문(華嚴板殿上樑文)’ 등을 통해 창건 및 중수의 역사적 사실을 확인하기에 충분하다.
본 건물은 경판을 보관하는 장경각(藏經閣)인 동시에 예불을 드리는 불전(佛殿)으로, 경판보관 및 예불 기능을 병용하기 위하여 독특한 창호 구성을 갖추는 등 건축적 희소성이 있다.
정면 어칸 처마에 걸려 있는 현판에는 ‘판전(板殿)’ 두 글자가 양각되어 있는데 추사 김정희(1786~1856)의 글씨이며 현재 서울특별시 유형문화재 제83호로 지정되어 있다.
상기의 사유로 “봉은사 판전(奉恩寺 板殿)”은 ‘서울특별시 유형문화재’로서 보존할만한 가치가 있다.

## 같이 보기
- 봉은사 판전 현판 - 서울특별시 유형문화재 제83호

## 참고 문헌
- 봉은사 판전 - 국가유산청 국가유산포털